# فرهنگ تریالتی–وانادزور

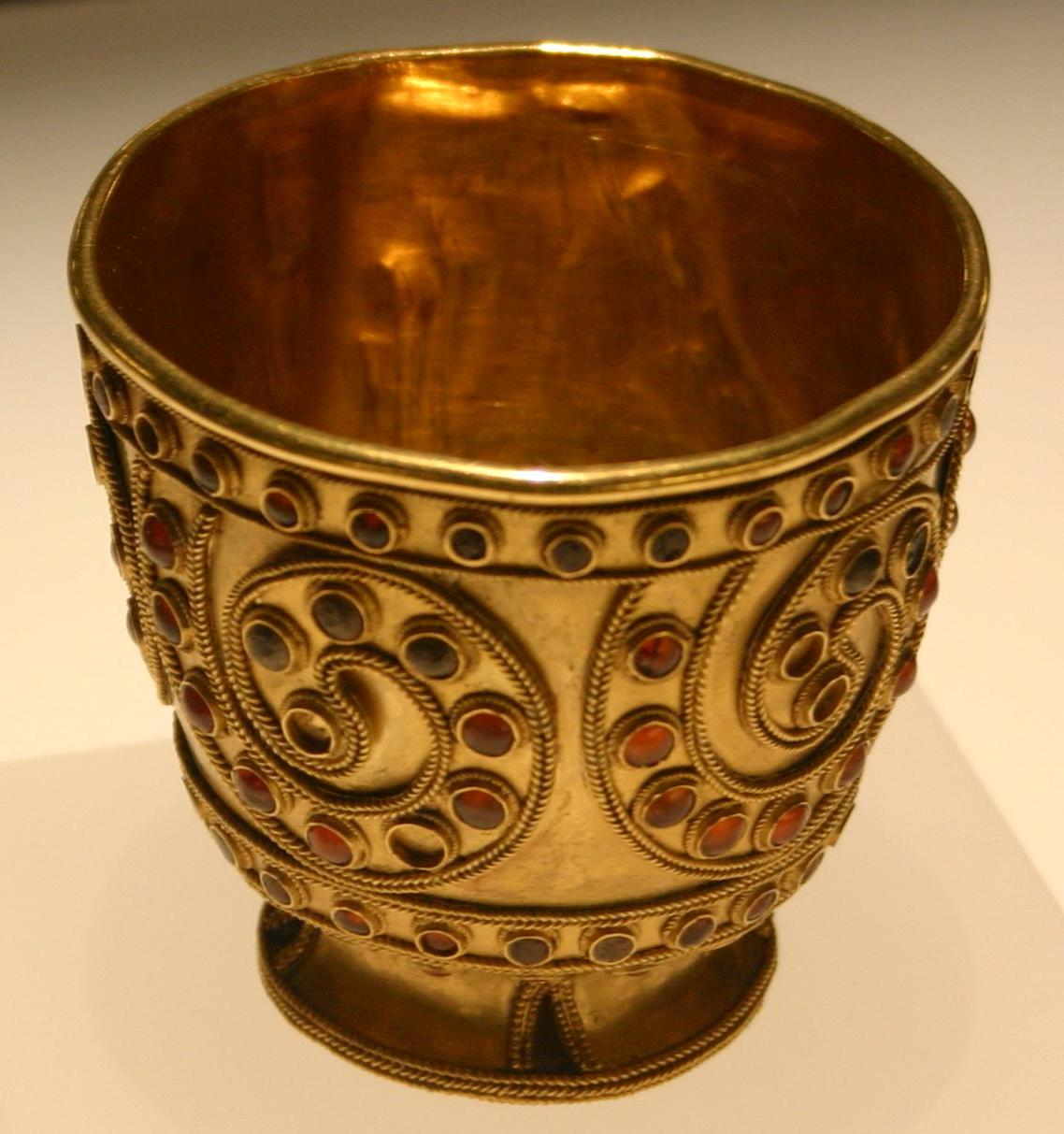
یک جام طلای جواهرنشان از تریالتی. موزه ملی گرجستان، تفلیس.

فرهنگ تریالتی–وانادزور، که پیش‌تر به نام فرهنگ تریالتی–کیروفاکان شناخته می‌شد، نام خود را از منطقه تریالتی در گرجستان و شهر وانادزور در ارمنستان گرفته است. این فرهنگ به اواخر هزاره سوم و اوایل هزاره دوم پیش از میلاد مربوط می‌شود.
این فرهنگ در مناطقی که پیش‌تر فرهنگ کورا–آراکس در آن‌ها وجود داشت، شکل گرفت. برخی پژوهشگران معتقدند این فرهنگ دارای ریشه‌های هندواروپایی بوده است.
فرهنگ تریالتی–وانادزور بعدها به فرهنگ لچاشن–متسامور تکامل یافت. همچنین ممکن است در شکل‌گیری کنفدراسیون هایاسا–آزی که در متون هیتی‌ها ذکر شده، نقش داشته باشد و همچنین به موشکی‌ها که در متون آشوری آمده، ارتباط داشته باشد.

## پیش‌زمینه
قدیمی‌ترین فرهنگ شولاوری–شومو از ۶۰۰۰ تا ۴۰۰۰ پیش از میلاد در این منطقه وجود داشته است. پس از آن، فرهنگ کورا–آراکس پدیدار شد.
مرحله شکوفایی فرهنگ تریالتی–وانادزور در اواخر هزاره سوم پیش از میلاد آغاز شد.
در مرحله نهایی عصر برنز میانی (حدود ۱۷۰۰–۱۵۰۰ پیش از میلاد)، علاوه بر فرهنگ تریالتی–وانادزور، سه افق فرهنگی دیگر که از نظر جغرافیایی همپوشانی دارند، در قفقاز جنوبی (ماورای قفقاز) و شرق آناتولی غالب بودند: کارمیر برد (که با نام تازاکند نیز شناخته می‌شود)، کارمیر وانک (که با نام کیزیل وانک و وان–ارومیه نیز شناخته می‌شود) و سوان–اوزرلیک (که با نام سوان–آرتساخ نیز معروف است).
ظروف سفالی سیاه صیقلی و نقاشی‌شده تک‌رنگ که از گورستان‌های آنی و کوچوک چاتما (مالی پرگیت) در استان قارص ترکیه و تپه سوس در استان ارزروم به‌دست آمده‌اند، شباهت زیادی به ظروف فرهنگ تریالتی دارند. تپه سوس ممکن است با هایاسا–آزی مرتبط باشد.

### گورپشته‌ها
در این دوره، تمایزهای اجتماعی قوی با گورهای پشته‌ای آشکار شده است. شباهت‌هایی با فرهنگ اولیه کوروگان نیز مشاهده می‌شود. در این فرهنگ، سوزاندن مردگان رواج داشت. سفال‌های نقاشی‌شده معرفی شدند و برنز مبتنی بر قلع غالب گردید. ارتباطات جغرافیایی و پیوند با دیگر مناطق خاور نزدیک در بسیاری از جنبه‌های این فرهنگ مشهود است. به‌عنوان نمونه، دیگی که در تریالتی کشف شده، تقریباً با دیگ یافت‌شده در گور دایره‌ای الف، میسین در یونان یکسان است.
فرهنگ تریالتی–وانادزور ارتباطاتی با فرهنگ‌های پیشرفته دنیای باستان، به‌ویژه با دریای اژه و همچنین با فرهنگ‌هایی در جنوب و شرق خود داشته است.
سفال‌های تک‌رنگ و چندرنگ نقاشی‌شده تریالتی–وانادزور شباهت زیادی به سفال‌های دیگر مناطق خاور نزدیک دارد. به‌ویژه، سفال‌های مشابهی به نام سفال‌های ارومیه (نام‌گذاری‌شده به افتخار دریاچه ارومیه در ایران) شناخته می‌شوند. همچنین، سفال‌های مشابهی توسط فرهنگ‌های سوان–اوزرلیک و کارمیر برد–سوان تولید شده است.
محوطه تریالتی در ابتدا طی سال‌های ۱۹۳۶ تا ۱۹۴۰، پیش از احداث یک پروژه برق‌آبی، کاوش شد و طی آن ۴۶ تپه‌گور کشف گردید. در ادامه، شش تپه‌گور دیگر طی سال‌های ۱۹۵۹ تا ۱۹۶۲ کشف شدند.

### تپه‌گورهای مرتبط
تپه‌گورهای مرتقوپی تا حدی مشابه و هم‌زمان با ابتدایی‌ترین تپه‌گورهای تریالتی هستند. این دو مجموعه نمایانگر مرحله آغازین فرهنگ اولیه تپه‌گور در قفقاز مرکزی هستند.
این دوره اولیه تپه‌گور که به‌عنوان دوره مرتقوپی–بدنی شناخته می‌شود، به‌عنوان یک مرحله انتقالی و نخستین مرحله عصر برنز میانی تفسیر شده است.

### آیین‌های تدفین
فرهنگ تریالتی–وانادزور به‌خاطر شکل خاص تدفین خود مشهور بود. افراد برجسته در گورهای بزرگ و بسیار غنی زیر تپه‌های خاکی و سنگی دفن می‌شدند که گاه شامل ارابه‌های چهارچرخ بودند. همچنین، اشیای طلای بسیاری در این گورها یافت شده است. این اشیای طلا شباهت زیادی به اشیای یافت‌شده در ایران و عراق دارند. آنان همچنین با قلع و آرسنیک کار می‌کردند. این نوع تدفین در تپه‌گور یا «تپه‌پشته»، همراه با وسایل چرخ‌دار، مشابه فرهنگ فرضیه کورگان است که با سخنوران نیا-هندواروپایی مرتبط دانسته شده است. در واقع، سفال سیاه صیقلی گورهای اولیه تریالتی شباهت زیادی به سفال فرهنگ کورا–آراکس دارد. در زمینه تاریخی، انباشت ثروت چشمگیر در گورهای تپه‌ای، مشابه فرهنگ‌های مرتبط و نزدیک با آیین‌های تدفین مشابه، بسیار قابل‌توجه است. این رویه احتمالاً نتیجه تأثیر تمدن‌های قدیمی‌تر جنوب در هلال حاصل‌خیز بوده است.
سبک سفال‌گری تریالتی–وانادزور به‌نظر می‌رسد که به عصر برنز پایانی و سفال‌های قفقاز جنوبی تبدیل شده باشد که در بخش‌های وسیعی از مناطق شرقی ترکیه امروزی یافت شده‌اند. این سفال‌ها با گسترش موشکی‌ها مرتبط دانسته شده‌اند.